# 庫德林齊 (赫梅利尼茨基區)
49°22′27″N 26°46′43″E / 49.37417°N 26.77861°E
庫德林齊（烏克蘭語：Кудринці）是位於烏克蘭西部的村莊，由赫梅利尼茨基州裡赫梅利尼茨基區的羅茲索沙市鎮負責管轄。該村面積5.42平方公里，海拔高度311米，2001年人口280，人口密度每平方公里51.7人。